# USS Keokuk
Броненосец «Кеокук» (англ. Keokuk) — небольшой казематный броненосец, построенный для военно-морских сил США во время Гражданской войны в Америке. Первоначально известен под именем «Мудна»(англ. Moodna, также периодически встречается неправильное «Вудна» (англ. Woodna)), переименован перед спуском на воду. Оказался малоудачен из-за несовершенной конструкции бронирования. В апреле 1863, во время бомбардировки фортов Чарльстона, был сильно повреждён ответным огнём, и вскоре затонул без потерь в экипаже.

## История
«Кеокук» был спроектирован как небольшой броненосец, способный служить дешёвой и простой альтернативой более дорогим мониторам типа «Пассаик». В основу его конструкции было положено стремление сделать корабль дешевле мониторов при сопоставимой огневой мощи и адекватной (не более) защищённости от неприятельского огня.
Исходный проект небольшой броненосной канонерки, вооружённой двумя 279-мм пушками Дальгрена в двух казематах, был разработан инженером Чарльзом Уитни в сотрудничестве с Томасом Роулендом ещё в 1861 году. Однако, департамент флота предложил многочисленные улучшения к проекту (например, оснастить корабль вращающимися башнями конструкции Кольза); Уитни и Роуленд оперативно переработали проект, но новый корабль показался военным слишком большим.
Весной 1862 года, после успешной демонстрации возможностей броненосцев в бою на Хэмптонском Рейде, военно-морской флот США начал в спешном темпе заказывать новые броненосцы, торопясь ввести в строй возможно больше кораблей. Уитни вновь предложил свой оригинальный проект, обещая построить корабль за пять месяцев. На этот раз флот согласился с предложением, и броненосец — в тот момент, под именем «Мудна» — был заложен на стапеле «Дж. С. Андерхилл Шипбилдинг» в Нью-Йорке в апреле 1862. Перед спуском на воду, корабль был переименован в «Кеокук», в честь города на территории Айовы.

## Конструкция
Корпус «Кеокука» имел форму сплющенной сигары, большая часть которой скрывалась под водой. Специально, чтобы в бою представлять возможно меньшую мишень для неприятельского огня (и за счёт этого сэкономить на площади и весе бронирования), броненосец был оснащён балластными цистернами в носовой и кормовой оконечности, которые перед боем заполнялись, а в походе осушались помпами.
Длина его составляла 48,82 метра, ширина — 11 метров, и осадка — до 2,59 метров. Полное водоизмещение броненосца было 677 тонн. Надводный борт «Кеокука» был почти таким же низким как и у мониторов. Он был полностью построен из железа, без какого-либо применения деревянных конструкций; корпус его был собран из пяти больших железных отсеков, произведённых отдельно и собранных на верфи.
На покатой верхней палубе корабля размещались два конической формы бронированных каземата, предназначавшихся для размещения артиллерии, и единственная труба между ними. Боевая рубка была установлена на задней стенке носового каземата, возвышаясь над его крышей. В целом, силуэт корабля весьма напоминал силуэты двухбашенных мониторов.

### Вооружение
Вооружение корабля составляли два 279-миллиметровых гладкоствольных орудия Дальгрена. По одному такому орудию располагалось в носовом и кормовом коническом каземате «Кеокука». Орудия были установлены на вращающемся основании, и каждое могло вести огонь через три орудийных порта в стенках: вперёд/назад (соответственно для носового и кормового орудия) и на оба борта. Орудийные порты были достаточно широки, и недоступных для огня секторов не имелось. Порты закрывались подвешенными над ними двойными ставнями.
Сами орудия были типичными гладкоствольными дульнозарядными орудиями Дальгрена, стрелявшими ядром весом до 75 кг, фугасной бомбой весом до 70 кг, шрапнелью, и разного размера картечью. Их дальность составляла до 3650 метров при угле возвышения до 15 градусов. Для того времени, это были достаточно мощные орудия, способные (с небольшой дистанции) пробивать наклонную 100 миллиметровую броню конфедеративных броненосцев.
В качестве дополнительного вооружения, «Кеокук» был оснащён выдающимся вперёд чугунным тараном.

### Броневая защита
Броневая защита «Кеокука» имела необычную конструкцию. Она была изготовлена из чередующихся железных и деревянных брусков, шириной 25 мм и толщиной 110 мм каждый, расположенных вертикально. Сверху, этот железно-деревянный композит накрывался двумя перекрывающимися слоями железных листов, толщиной 15 миллиметров каждый. Общая толщина защиты, таким образом, составляла 145 миллиметров. Подобной бронёй были защищены борта броненосца, конические казематы и боевая рубка; стенки казематов были наклонены для улучшения снарядостойкости.
Конструктор корабля, Чарльз В. Уитни предполагал, что такая необычная броня обеспечит ту же прочность, что и толстые железные плиты, при намного меньшей стоимости. Он считал, что наружные листы будут передавать удары ядер чередующимся брусьям из дерева и металла, и тем самым распределять его по конструкции.  На практике же, эта броня оказалась совершенно неработоспособной; сотрясение от ударов ядер легко расщепляло и выбивало деревянные бруски, после чего оставшиеся без поддержки железные ломались или смещались.
Палуба корабля была набрана из деревянных планок, перекрытых сверху 15 миллиметровыми листами железа.

### Силовая установка
Корабль приводили в движение две двухцилиндровые паровые машины, работавшие на два винта. Общая мощность не превышала 500 л.с.; тем не менее, за счёт обтекаемого сигарообразного корпуса, «Кеокук» получился достаточно быстрым и развивал до 9 узлов.

## Служба
Броненосец был введён в состав флота 11 марта 1863 года. Почти немедленно, он был направлен из Нью-Йорка в Норфолк, для готовящегося нападения на конфедеративный порт Чарльстон; флот северян считал невозможным справиться с мощными береговыми укреплениями, защищавшими порт, без значительного числа броненосцев.
Прибыв в Чарльстон 15 марта, «Кеокук» вышел в море 17-го, но его правый пропеллер запутался в канате буя, и он был вынужден вернуться для ремонта. После очистки винта, он вновь вышел в море 22 марта, и 26-го прибыл в Порт-Роял, основную базу федерального флота на юге. Он был включён в состав вице-адмирала коммодора Дюпона, включавшей помимо него большой броненосный фрегат «Нью Айронсайдс» и семь мониторов типа «Пассаик».
7 апреля, броненосцы северян начали атаку против Чарльстона. «Кеокук» вступил в кампанию несколько раньше остальных; 6 апреля он, вместе с канонерской лодкой «Бибб» занимался расстановкой буйков на входе в гавань, чтобы обозначить безопасные проходы для мониторов. Около 15 часов, федеральные броненосцы начали обстрел форта Самтер, который ответил мощным огнём; при этом, действия броненосцев были сильно скованы обилием мин и подводных препятствий, выставленных конфедератами, а также чрезвычайно сильными приливными течениями. Здесь же сказался главный недостаток однобашенных мониторов — вооружённые всего двумя медленно стреляющими орудиями, они не обладали достаточной огневой производительностью, чтобы подавить обстрел фортов.
В ходе сражения, «Кеокук», дабы избежать столкновения с потерявшим управление монитором «Нэхент» (на котором прямым попаданием разбило рубку и убило рулевого), вынужден был приблизиться к батареям конфедератов менее чем на 500 метров. На этой позиции, он подвергся мощному обстрелу, получив более девяноста попаданий. Слабая броня его оказалась совершенно неспособна противостоять граду ядер, болтов и разрывных бомб. Казематы и борта «Кеокука» были пробиты и оба орудия выведены из строя. Однако, никто из его экипажа не был убит (хотя почти все были ранены).
Исключительно благодаря храбрости и умению чернокожего рулевого Роберта Смоллса, искалеченный броненосец сумел выйти из-под огня, и отойти на безопасное расстояние. Команда удерживала «Кеокук» на плаву благодаря работе помп, но подувший ночью бриз привёл к сильному захлёстыванию корабля, и, несмотря на все усилия экипажа, «Кеокук» в итоге пришлось оставить. Он затонул 8 марта 1863 года, спустя ровно месяц после вступления в строй.
Конфедераты, в дальнейшем, подняли со дна его орудия и использовали в обороне Чарльстона. Одна из пушек была взорвана при сдаче города в 1865 году, другая сохранилась до наших дней.

## Оценка проекта
Как и многие попытки получить «очень дешёвую боевую машину», «Кеокук» не был в полной мере удачным кораблём. Созданный как дешёвый и простой в производстве аналог мониторов, он оказался совершенно недостаточно защищённым. Главным его недостатком было железно-деревянное бронирование из чередующихся брусьев; рассчитанное как дешёвая и лёгкая (по весу) замена сплошным плитам, оно оказалось совершенно неработоспособным. Удары ядер разбивали и выламывали деревянные брусья, после чего оставшиеся без подкрепления металлические элементы легко разрушались.
Тем не менее, при всех фатальных недостатках бронирования, «Кеокук» нельзя было назвать в полной мере неудачным кораблём; он был достаточно ходким, маневренным, и действительно оказался дешёвым и простым в изготовлении. Будучи применённым в морском сражении, а не в дуэли с тяжёлой береговой артиллерией, он мог бы продемонстрировать себя более адекватно. Тем не менее, американский флот, полностью разочарованный гибелью корабля после всего месяца эксплуатации, не стал далее развивать концепцию «Кеокука», сосредоточившись на массовом строительстве башенных мониторов.